# Dunkle Baumstachelratte
Die Dunkle Baumstachelratte (Makalata obscura) ist ein wenig erforschtes Nagetier in der Familie der Stachelratten. Die Art ist nur von einzelnen Exemplaren bekannt, die erstmals 1840 durch Johann Andreas Wagner beschrieben wurden. Das Tier wurde im Laufe der Jahre in verschiedene Gattungen, wie Kammstachelratten oder Amazonas-Stachelratten, eingeordnet und bildet seit etwa 2005 mit zwei anderen Nagetieren die Gattung Makalata. Zukünftige Studien sollten sicherstellen, dass die Art nicht mit der Brasilianischen Baumstachelratte (Makalata didelphoides) identisch ist.
Die IUCN listet die Dunkle Baumstachelratte mit unzureichende Datenlage (data deficient).

## Auffindung
Die Erstbeschreibung erfolgte anhand des Typusexemplars von einem nicht beschriebenen Ort in Brasilien. Laut Studien von 2015 und 2016 könnte dieser in den brasilianischen Bundesstaaten Pará oder Maranhão liegen. Der Holotyp ging verloren. Im Jahr 1848 fand Johann Baptist von Spix ein weiteres Exemplar, das von George Robert Waterhouse untersucht wurde. Auch dieses Museumspräparat steht nicht mehr zur Verfügung.

## Merkmale
Laut der Beschreibung durch Waterhouse ist die Dunkle Baumstachelratte ein robustes Tier mit kurzen Beinen. Bei ihr entspricht die Kopf-Rumpf-Länge etwa der Länge des dicken Schwanzes. Aufgrund gelber Abschnitte in den dunklen Haaren der Oberseite sieht diese gesprenkelt aus. Zusätzlich zu den kurzen borstigen Haaren kommen auf dem Rücken, den Schultern und den Oberschenkeln Stacheln vor. Unterseits ist gelbbraunes Fell vorhanden.
Nahe verwandte Arten leben im Flachland in immergrünen Wäldern und klettern teilweise in Bäumen.